# مسابقات جهانی ژیمناستیک ریتمیک ۲۰۰۳
مسابقات جهانی ژیمناستیک ریتمیک ۲۰۰۳ بیست و ششمین دوره مسابقات جهانی ژیمناستیک ریتمیک است که در بوداپست، مجارستان از ۲۴ تا ۲۹ سپتامبر ۲۰۰۳ میلادی برگزار شده است.

## جدول مدال‌ها
| رتبه  | کشور      | طلا | نقره | برنز | مجموع |
| ۱     | روسیه     | ۶   | ۲    | ۳    | ۱۱    |
| ۲     | اوکراین   | ۲   | ۳    | -    | ۵     |
| ۳     | بلغارستان | -   | ۳    | ۱    | ۴     |
| ۴     | بلاروس    | -   | -    | ۲    | ۲     |
| ۵     | ایتالیا   | -   | -    | ۲    | ۲     |
| مجموع | مجموع     | ۸   | ۸    | ۸    | ۲۴    |